# 武峨郡
武峨郡，中国唐朝时设置的郡。
唐玄宗天宝元年（742年），改武峨州置武峨郡。治所在武峨县（今越南太原省武崖）。下辖汤泉县、梁山县（今越南谅山省那架）、如马县（今越南谅山省朗主）、武劳县（今越南太原省朗盖）、绿水县（今越南太原省龙间）。辖境相当今越南太原省南部。唐肃宗乾元元年（758年）复改为武峨州。